# Sekavec písečný
Sekavec písečný (Cobitis taenia) je ryba z čeledi sekavcovití. Žije obvykle v pomalu tekoucích a mělkých vodách s písečným, méně častěji pak s balvanitým dnem. Zdržuje se celý život u dna, kde se zahrabává do substrátu a vystrkuje jen hlavu a ocas. Pokud se dostane do vody s nedostatkem rozpuštěného kyslíku, je schopný střevního dýchání, kdy pomocí silně prokrvené sliznice střeva vstřebává kyslík z vody. Živí se drobnými bezobratlými živočichy žijícími na dně. Jedná se o poměrně krátkověkou rybu, dožívající se maximálně 4–5 let.

## Popis
Tělo je protáhlé, z boků včetně hlavy zploštělé. Ústní otvor je lemován šesti vousky, čtyři jsou na horním okraji a dva v koutcích. Pod okem je vztyčitelný, rozdvojený kostěný trn. Hřbet je šedohnědý s mnoha drobnými tmavými skvrnami. Boky a břišní část těla jsou bílé nebo lehce nažloutlé. Na bocích u postranní čáry jsou dvě řady šedohnědých skvrn. Horní řada je ze skvrn drobnějších, které většinou splývají. V dolní řadě jsou skvrny větší a jejich počet pohybuje mezi 12–20. U hřbetní a ocasní ploutve jsou drobné skvrnky ve 2–3 řadách. Ve hřbetní ploutvi se nachází 2–3 tvrdé a 6–7 měkkých paprsků, v řitní ploutvi 2–3 tvrdé a 5–6 měkkých paprsků. Roste velice pomalu a dorůstá průměrně délky 9–10 cm a hmotnosti okolo 8 g. Samci jsou výrazně menší než samice.

## Výskyt
Vyskytuje se v řekách a potocích s písečným výjimečně kamenitým dnem. Je rozšířen na všech vhodných lokalitách v Evropě i asijské části Ruska. Nevyskytuje se v Irsku, Walesu, Skotsku, Norsku, severním Švédsku a Finsku. Na našem území není sekavec písečný fyzicky přítomen, jak bylo dříve v literatuře běžně uváděno, ale vyskytuje se zde jemu podobný sekavec podunajský (Cobitis elongatoides). Zajímavostí je, že u nás se vyskytují v povodí Labe mezidruhoví kříženci sekavce podunajského (C. elongatoides) a sekavce písečného (C. taenia).